# Giannetta de' Vacchi
Giannetta de' Vacchi, a volte indicata come Giannetta Varoli dal cognome del marito (1400 ?), fu una contadina italiana, vissuta nella città di Caravaggio nella prima metà del XV secolo. Sposa di Francesco Varoli, contadino ed ex-soldato dedito all'alcolismo, fu testimone delle apparizioni mariane che diedero poi l'avvio alla fondazione del Santuario di Caravaggio.

## La vicenda
Giannetta, trentaduenne, il 26 maggio 1432 si recò a falciare l'erba di un prato, detto Mazzolengo. Al tramonto si inginocchiò per la preghiera dell'Angelus. Subito le sarebbe apparsa la Vergine e una sorgente d'acqua sarebbe sgorgata improvvisa dal prato. La sorgente, secondo la tradizione, beneficò molte persone; si narra inoltre che un tale, che non voleva credere, sfidò le proprietà di questa sorgente gettando in acqua un ramo secco, che immediatamente sarebbe fiorito.
Secondo quanto riferito da Giannetta, la Madonna le indirizzò un messaggio di penitenza per i suoi compaesani, unito a parole di consolazione per i maltrattamenti che subiva dal marito.
Quella metà giornata devono dedicarla a me per riconoscenza per i molti e grandi favori ottenuti dal Figlio mio per la mia intercessione. [...] Alzati, non temere. Tu riferisci quanto ti ho ordinato. Io confermerò le tue parole con segni così grandi che nessuno dubiterà che tu hai detto la verità.»
La Vergine avrebbe chiesto che le venisse eretta una chiesa. Sorse allora il grandioso santuario di Santa Maria del Fonte, voluto da san Carlo Borromeo e progettato da Pellegrino Pellegrini.
Anche se Giannetta non è mai stata beatificata dalla Chiesa cattolica, la tradizione popolare l'ha sempre indicata come la "beata Giannetta".